# Cryptocarya ochracea
Cryptocarya ochracea är en lagerväxtart som beskrevs av Paul Lecomte. Cryptocarya ochracea ingår i släktet Cryptocarya och familjen lagerväxter. Inga underarter finns listade i Catalogue of Life.